# アリ・バガウティノフ
アリ・バガウティノフ（ロシア語: Али Багаутинов、英語: Ali Bagautinov、1985年6月12日 - ）は、ロシアの男性総合格闘家。ダゲスタン共和国キズリャル出身。ファイト・ナイツ・チーム所属。元Fight Nightsフライ級王者。

## 来歴
19歳までにレスリングのグレコローマンとフリースタイルで国内王者となるも、父親が亡くなったため2年間格闘技から離れ、ベルゴロド経済大学卒業後はマハチカラの金融機関で会計士として働いていた。
22歳からサンボを始め、2009年に総合格闘技デビュー。ブラジリアン柔術ロシア王者、コンバットサンボ世界王者など数々のタイトルを獲得した。
2012年、国際サンボ連盟が行った薬物検査で、興奮剤の一種とされる禁止薬物メチルヘキサナミンの陽性反応が検出され、サンボの国際大会への2年間の出場停止処分を受けた。
2013年6月21日、プロボクシングデビュー戦でアントン・ベキシュと対戦し、3-0の判定勝ちを収めた。

### UFC
2013年9月4日、UFC初参戦となったUFC Fight Night: Teixeira vs. Baderでマルコス・ヴィニシウスと対戦し、パウンドでTKO勝ちを収めた。
2013年11月16日、UFC 167でフライ級ランキング7位のティム・エリオットと対戦し、3-0の判定勝ちを収めた。
2014年2月1日、UFC 169でフライ級ランキング5位のジョン・リネカーと対戦し、3-0の判定勝ちを収めた。
2014年2月5日、母国で開催されたソチオリンピックの聖火リレーで走者を務めた。
2014年6月14日、UFC 174でデメトリアス・ジョンソンの持つUFC世界フライ級王座に挑戦。判定負けを喫し王座獲得に失敗した。試合後、薬物検査で禁止薬物のエリスロポエチンの陽性反応が検出され、ブリティッシュコロンビア州アスレチック・コミッションから1年間の出場停止処分を受けた。
2015年10月3日、UFC 192でフライ級ランキング1位のジョセフ・ベナビデスと対戦し、0-3の判定負けを喫した。
2016年11月19日、UFC Fight Night: Mousasi vs. Hall 2でフライ級ランキング4位の堀口恭司と対戦し、判定負けを喫した。
2017年1月17日、4勝3敗でUFCからリリースされた。

## 戦績
| 総合格闘技 戦績 | 総合格闘技 戦績 | 総合格闘技 戦績 | 総合格闘技 戦績 | 総合格闘技 戦績 | 総合格闘技 戦績 | 総合格闘技 戦績 |
| --------------- | --------------- | --------------- | --------------- | --------------- | --------------- | --------------- |
| 29 試合         | (T)KO           | 一本            | 判定            | その他          | 引き分け        | 無効試合        |
| 22 勝           | 6               | 5               | 11              | 0               | 0               | 0               |
| 7 敗            | 1               | 0               | 6               | 0               | 0               | 0               |

| 勝敗 | 対戦相手                                   | 試合結果                             | 大会名                                                                   | 開催年月日     |
| ○    | ショーン・サンテラ                         | 1R 1:01 TKO（パンチ連打）            | Brave CF 55 【フライ級トーナメント準決勝】                               | 2021年11月6日  |
| ○    | ダスティン・オーティス                     | 5分3R終了 判定3-0                    | Brave CF 50 【フライ級トーナメント準々決勝】                             | 2021年4月1日   |
| ○    | オレグ・リチコワハ                         | 5分3R終了 判定3-0                    | Brave CF 46                                                              | 2021年1月16日  |
| ×    | ジャルガス・ジュマグロフ                   | 5分5R終了 判定1-2                    | Fight Nights Global 95 【FNGフライ級タイトルマッチ】                     | 2019年10月19日 |
| ○    | ワルタン・アサトリヤン                     | 5分5R終了 判定3-0                    | Fight Nights Global 92                                                   | 2019年4月6日   |
| ○    | デニス・アラウジョ・オリベイラ・フォンテス | 5分3R終了 判定3-0                    | Samara MMA Federation: Battle of Volga 6 【FMMASフライ級タイトルマッチ】 | 2018年9月23日  |
| ○    | アンディ・ヤング                           | 5分3R終了 判定3-0                    | Fight Nights Global 84                                                   | 2018年3月2日   |
| ○    | ダニー・マルティネス                       | 5分5R終了 判定3-0                    | Fight Nights Global 76                                                   | 2017年10月13日 |
| ○    | ペドロ・ノーブリ                           | 2R 3:49 リアネイキッドチョーク       | Fight Nights Global 69                                                   | 2017年7月30日  |
| ×    | タイソン・ナム                             | 3R 4:59 KO（ハイキック）             | Fight Nights Global 64                                                   | 2017年4月28日  |
| ×    | 堀口恭司                                   | 5分3R終了 判定0-3                    | UFC Fight Night: Mousasi vs. Hall 2                                      | 2016年11月19日 |
| ○    | ジアン・エレーラ                           | 5分3R終了 判定3-0                    | UFC Fight Night: MacDonald vs. Thompson                                  | 2016年6月18日  |
| ×    | ジョセフ・ベナビデス                       | 5分3R終了 判定0-3                    | UFC 192: Cormier vs. Gustafsson                                          | 2015年10月3日  |
| ×    | デメトリアス・ジョンソン                   | 5分5R終了 判定0-3                    | UFC 174: Johnson vs. Bagautinov 【UFC世界フライ級タイトルマッチ】        | 2014年6月14日  |
| ○    | ジョン・リネカー                           | 5分3R終了 判定3-0                    | UFC 169: Barao vs. Faber                                                 | 2014年2月1日   |
| ○    | ティム・エリオット                         | 5分3R終了 判定3-0                    | UFC 167: St-Pierre vs. Hendricks                                         | 2013年11月16日 |
| ○    | マルコス・ヴィニシウス                     | 3R 3:28 TKO（右ストレート→パウンド） | UFC Fight Night: Teixeira vs. Bader                                      | 2013年9月4日   |
| ○    | 小塚誠司                                   | 1R 0:25 TKO（パンチ連打）            | Fight Nights: Battle of Moscow 11 【Fight Nightsフライ級タイトルマッチ】 | 2013年4月20日  |
| ○    | アンドレアス・ベルンハルト                 | 1R 0:27 TKO（パンチ連打）            | Fight Nights: Battle of Moscow 9 【Fight Nightsフライ級タイトルマッチ】  | 2012年12月16日 |
| ○    | ワジム・ジロビッチ                         | 2R 1:01 ギロチンチョーク             | Fight Nights: Battle of Desne 【Fight Nightsフライ級タイトルマッチ】     | 2012年9月7日   |
| ○    | マイケル・サイランダー                     | 5分2R終了 判定3-0                    | Fight Nights: Battle of Moscow 7 【Fight Nightsフライ級王座決定戦】      | 2012年6月7日   |
| ○    | ヴィタリー・マクシモフ                     | 1R 2:50 リアネイキドチョーク         | Fight Nights: Battle in Kalmykia                                         | 2012年5月4日   |
| ○    | ザルキャン・バイザコフ                     | 5分2R終了 判定3-0                    | Fight Nights: Battle of Moscow 6                                         | 2012年3月8日   |
| ○    | ヴィタリー・パンテレーエフ                 | 1R 4:07 TKO（パンチ連打）            | Fight Nights: Battle of Moscow 5                                         | 2011年11月5日  |
| ○    | アサン・アイサベコフ                       | 1R 2:06 TKO（パンチ連打）            | Fight Nights: The Fights With and Without Rules                          | 2011年9月21日  |
| ×    | エフゲニー・ラズコフ                       | 5分3R終了 判定0-3                    | Fights With Rules 2                                                      | 2011年5月26日  |
| ×    | ヴィタリー・パンテレーエフ                 | 5分2R終了 判定1-2                    | Fight Nights: Battle of Moscow 3                                         | 2011年3月12日  |
| ○    | ドミトリー・カザンセフ                     | 1R 1:34 腕ひしぎ十字固め             | World Absolute FC                                                        | 2010年6月24日  |
| ○    | アスラン・マルグセフ                       | 2R 2:13 腕ひしぎ十字固め             | Challenge Cup                                                            | 2009年12月19日 |

## 獲得タイトル
- Fight Nightsフライ級王座（2012年）
- 世界サンボ選手権 コンバットサンボ 57kg級 優勝（2012年）
- FMMASフライ級王座（2018年）

## 表彰
- コンバットサンボ スポーツマスター
- パンクラチオン スポーツマスター
- 近接格闘術 スポーツマスター
- グラップリング スポーツマスター
- フリースタイルレスリング スポーツマスター
- グレコローマンレスリング スポーツマスター